# Ihor Bojczuk
Ihor Bojczuk (ukr. Игорь Бойчук, ur. 29 lutego 1984) – ukraiński skoczek narciarski. Uczestnik mistrzostw świata seniorów (2003), zimowej uniwersjady (2003) oraz zimowego olimpijskiego festiwalu młodzieży Europy (1999 i 2001).
Bojczuk w lutym 2003 w Predazzo wystąpił na mistrzostwach świata seniorów – odpadł w kwalifikacjach do obu konkursów indywidualnych, a w rywalizacji drużynowej z ukraińskim zespołem zajął 13. lokatę. Startował także w innych imprezach rangi mistrzowskiej. W styczniu 2003 w Tarvisio i Bischofshofen wziął udział w zimowej uniwersjadzie – indywidualnie był 32. (mniejsza skocznia) i 31. (większy obiekt), a drużynowo 10. Dwukrotnie wystąpił na mistrzostwach świata juniorów – w 1999 w Saalfelden był 70. w rywalizacji indywidualnej, a 2001 w Karpaczu 15. w konkursie drużynowym. Także dwukrotnie wziął udział w zimowym olimpijskim festiwalu młodzieży Europy – w 1999 w Szczyrbskim Jeziorze był 32. indywidualnie i 12. drużynowo, a dwa lata później w Vuokatti zajął 32. lokatę w konkursie indywidualnym (w 2001 wystartował też w rywalizacji drużynowej, jednak, w odróżnieniu od edycji z 1999, mieszane narodowościowo zespoły nie były klasyfikowane w głównych zmaganiach).
5 września 2004 w Zakopanem, jedyny raz w karierze, wystąpił w pucharowych zmaganiach najwyższej rangi, zajmując z ukraińską reprezentacją 14. lokatę w konkursie drużynowym Letniego Grand Prix. W latach 1999–2005 wziął udział w ponad 40 konkursach Pucharu Kontynentalnego, jednak ani razu nie zdobył punktów do klasyfikacji generalnej tego cyklu, najwyższą lokatę (35.) w lutym 2003 w Eisenerz.

## Mistrzostwa świata

### Indywidualnie
| 2003 Val di Fiemme/Predazzo | – | nie zakwalifikował się (K-120), nie zakwalifikował się (K-95) |

### Drużynowo
| 2003 Val di Fiemme/Predazzo | – | 13. miejsce |

## Mistrzostwa świata juniorów

### Indywidualnie
| 1999 Saalfelden | – | 70. miejsce |

### Drużynowo
| 2001 Karpacz | – | 15. miejsce |

## Uniwersjada

### Indywidualnie
| 2003 Tarvisio/ Bischofshofen | – | 32. miejsce (K-90), 31. miejsce (K-120) |

### Drużynowo
| 2003 Tarvisio/ Bischofshofen | – | 10. miejsce |

## Olimpijski festiwal młodzieży Europy

### Indywidualnie
| 1999 Szczyrbskie Jezioro | – | 32. miejsce |
| 2001 Vuokatti            | – | 24. miejsce |

### Drużynowo
| 1999 Szczyrbskie Jezioro | – | 12. miejsce |